# Heinrich Ehrlich
Karl Heinrich Alfred Ehrlich (Viena, Àustria, 1822 - Berlín, Alemanya, 1899) fou un pianista i crític musical austríac.
Es formà sota la direcció de Henselt, Bocklet i Thalberg en el piano, mentre que en la teoria musical va tenir com a mestre en Sechter. Des de 1840 a 1844 donà concerts a Hongria, Romania i Viena, el 1848 fou corresponsal (durant la revolució) de l'Augsburger Allgemeine Zeitung i el 1852 exercí de pianista del rei de Hannover. Des de 1862 exercí de pianista a Berlín i de 1864 a 1872 en el Conservatori Stern fins que el 1875 rebé el títol de professor, i tingué entre d'altres alumnes a Emil Liebling i a Reinhold Ludwig Herman. Va ser crític musical del Berliner Tageblatt de 1878 a 1898 i del Gegenwart de 1872 a 1892. La seva especialitat era el fulletó musical.
Els seus articles aparegueren col·leccionats a Schlaglichter und Schlagschatten (Berlín, 1872). Escrigué:
- Lebenskunst und Kunstleben (Berlín, 1884);
- Aus allen Tonarten (Berlín, 1888);
- Modernes Musikleben (Berlín, 1895);

Són dignes també de menció les obres següents:
- Die Musikaesthetik (Leipzig, 1881);
- Wie übt man Klavier? (Leipzig, 1879);
- Novellen aus dem Musikantenleben (Stuttgart, 1885);
- Dreissig Jahre Künstlerleben (Stuttgart, 1893):

També va publicar els Technische Studien de Carl Tausig.